# Metal Gear / Solid Snake: Music Compilation of Hideo Kojima / Red Disc
Metal Gear / Solid Snake: Music Compilation of Hideo Kojima / Red Disc – zremiksowane ścieżki dźwiękowe gier Metal Gear i Metal Gear 2: Solid Snake wydane przez Konami 23 grudnia 1998. Płyta zawiera 20 utworów skomponowanych przez zespół z Konami, w gatunkach: techno, muzyka elektroniczna i ambient.

## Utwory
| tytuł                   | długość |
| ----------------------- | ------- |
| Theme Of Solid Snake    | 3:02    |
| Theme Of Tara           | 5:28    |
| The Front Line          | 2:32    |
| Frequency 140.85        | 3:20    |
| Sneaking Mission        | 5:32    |
| Level 3 Warning         | 3:13    |
| Return To Dust          | 3:27    |
| Chasing The Green Beret | 3:17    |
| Imminent                | 3:01    |
| An Advance              | 1:43    |
| Advance Immediately     | 2:10    |
| Night Fall              | 3:18    |
| Level 1 Warning         | 2:53    |
| -!- Red Alert           | 5:13    |
| Infiltration            | 3:24    |
| Farewell                | 1:53    |
| Return Of Fox Hounder   | 5:19    |
| Red Sun                 | 3:19    |
| Exit                    | 5:07    |
| Heavy Metal Gear        | 5:06    |